# Xiao Xiao
Xiao Xiao é uma série de animação em flash da internet criadas pelo chinês Zhu Zhiqiang. Seus personagens são caracterizados como bonecos palitos.